# Bernard Rappaz
Bernard Rappaz [bernár rapa] (* 18. února 1953) je švýcarský zemědělec z kantonu Wallis, velkopěstitel konopí. Stal se známým pěstováním konopí za účelem výroby marihuany a je proto obecně nazýván „Konopný sedlák“. V devadesátých letech 20. století začal Rappaz bojovat za liberalizaci obchodu s konopím a jeho konzumu. V širokou známost vešel také svými důslednými protestními hladovkami.

## Boj za legalizaci konopí
Poprvé byl Rappaz zatčen v prosinci 1996, poté, co v létě téhož roku policii sám oznámil výrobu konopných vonných polštářků. Ta si sice jeho provoz prohlédla, ale zprvu nezakročila; pěstování a vlastnictví konopí a obchod s ním samy o sobě ve Švýcarsku nejsou ilegální, je pouze stanovena nejvyšší přípustná hladina obsahu THC, která je podstatně nižší než u konopí běžně používaného na výrobu marihuany a hašiše. V této vazbě poprvé nastoupil protestní hladovku, po jejíchž 42 dnech byl propuštěn. V listopadu 1997 se Rappaz zúčastnil se svou vlastní vypěstovanou odrůdou "Walliser Queen" na Cannabis Cupu US-amerického časopisu High Times v Amsterdamu. V lednu 1999 s ní vyhrál první cenu na Canna Swiss Cupu v Bernu. Další zatčení následovalo v listopadu 2001 za účelem vyšetřovací vazby. Opět okamžitě nastoupil hladovku, kterou protestoval proti pronásledování sedláků pěstujících konopí. Změna zákona, která měla umožnit tolerování pěstování konopí, byla tou dobou již schválena malou komorou švýcarského spolkového parlamentu, ještě ovšem nebyla účinná. V 56. den hladovky byl Rappaz pro zdravotní problémy hospitalizován, po 73 dnech vazby ji soud zrušil s odůvodněním již neexistujícího nebezpečí zatemňování[ujasnit].
V listopadu 2008 byl krajským soudem v Martigny shledán vinným, že mezi 1996 a 2001 pěstoval konopí, provinil se proti zákonu o omamných prostředcích a pral špinavé peníze. Policie u něj zabavila okolo 50 tun konopí. V rámci soudního projednávání přiznal prodej 5 tun, za které utržil zhruba 5 miliónů švýcarských franků (= tou dobou cca 3,5 miliónu eur, resp. 90 miliónů Kč). Bernard Rappaz byl odsouzen k 6 letům káznice; příslušný prokurátor požadoval 10 let.
20. března 2010 byl v Sionu vzat do vazby. Opět nastoupil protestní hladovku na protest proti podle jeho mínění bezprávnému trestnímu řízení proti němu; stěžuje si především na zaujatost walliských úřadů a justice.[zdroj⁠?!] Ve znepokojivém zdravotním stavu byl posléze přeložen do vězeňského traktu bernské nemocnice Inselspital.[zdroj⁠?!] Příslušná ministryně walliské kantonální vlády nařídila v červenci 2010 pro Rappaze připraveného zemřít nucenou výživu, kterou ovšem lékaři odmítli proti jeho vůli provést.[zdroj⁠?!] 21. července přistoupily walliské úřady prozatím na jeho poslední požadavek domácího vězení, dokud nebude rozhodnuto o jeho stížnosti proti zamítnutí propuštění z vězení, na jeho statku ve walliském Saxonu, načež svoji hladovku přerušil.[zdroj⁠?!]
26. srpna byl však Rappaz na základě rozhodnutí spolkového soudu, který jeho stížnost zamítl, opět uvězněn. V listopadu téhož roku walliský parlament podle všeobecného očekávání zamítl jeho milost. Současně se připravuje další trestní řízení pro podobné delikty jako dříve, údajně spáchané v letech 2001 až 2006.
Podle zpráv Švýcarského rozhlasu z 23. prosince 2010 se Rappaz rozhodl k ukončení hladovky po 121 dnech ke 24. prosinci. Ve vydaném komuniké se mj. uvádí, že ho k tomu přimělo doporučení Evropského soudu pro lidská práva. Na tento se obrátil poté, co neúspěšně vyčerpal všechny možnosti přes švýcarské instance dosáhnout přerušení výkonu trestu.

## Nucená výživa
Paralelně s případem Bernarda Rappaze a jeho hladovek se řeší otázka, zda lze z úřední moci přinutit lékaře proti vůli hladovějícího k nucené výživě, kterou odmítli na Rappazovi provést. Argumentují jednak etickým hlediskem, kde je pro ně svobodná vůle pacienta nade vším a na druhou stranu i tím, že by mohla jeho zdravotnímu stavu případně i uškodit. V současnosti tento problém ve Švýcarsku není definitivně vyřešen.

## Citát
- „Moje smrt není důležitá. To je můj problém. Konopí jednou bude legální, jako v minulosti legální bylo.“[3]